# Цю Лі
Цю Лі (кит.: 邱礼 / англ. Qiu Li; нар. 6 червня 1981, Шеньян, Ляонін, Китай) — натуралізований сінгапурський футболіст китайського походження, півзахисник та нападник. На даний час працює помічником головного тренера китайського клубу «Шеньян Урбан».

## Клубна кар'єра
Вихованець китайського клубу «Чанчунь Ятай», у футболці якого розпочав дорослу футбольну кар'єру. У 2001 році перейшов до «Ляонін Хувін». У 2005 році залишив команду через перевищення ліміту.
Відправився до Сінгапуру, щоб виступати в оренді за клуб С.Ліги «Сінчи». Після того, як напередодні старту сезону 2006 року клуб вирішив відмовитися від виступів у С.Лізі, залишився в Сінгапурі й уклав договір з «Янг Лайонз», у футболці якого відзначився 19 голами у 25-ти зіграних матчах. У 2007 році приєднався до «Гоум Юнайтед», але не зміг відновити свою оптимальну форму й 2008 року приєднався до «Тампінс Роверс». Вражаюча гра у його двох дебютних сезонах принесли йому громадянство Сінгапуру. У 2011 році повернувся до «Гоум Юнайтед», а 2013 року отримав статус вільного агента та приєднався до «Белестьє Хальса».
Втретє став гравцем «Гоум Юнайтед» 2014 року. Однак наприкінці сезону знову залишився без команди і незабаром після цього завершив професіональну кар'єру.

## Кар'єра в збірній
Дебютував за збірну Сінгапуру 28 травня 2008 року в товариському матчі проти Бахрейну.
Однак 24 листопада 2008 року ФІФА заборонила Цю грати за Сінгапур, оскільки він не відповідав новим критеріям, згідно з якими кожен новий громадянин повинен проживати в своїй новій країні протягом щонайменше п’яти років. Цю Лі прожив у Сінгапурі лише 3 роки. Таким чином, він отримав право представляти Сінгапур лише у 2010 році. Сінгапур отримав дві технічні поразки (0:3) під час відбіркових матчів чемпіонату світу 2010 року, оскільки Цю виходив на поле у цих матчах.
У 2010 році Цю натуралізували за правилами іноземних спортивних талантів й отримав право грати за Сінгапур у 2010 році за правилами ФІФА.
23 липня 2011 року Цю Лі забив свій перший м'яч за збірну Сінгапуру у першому матчі кваліфікації чемпіонату світу проти Малайзії, який відбувся на стадіоні «Джалан Бесар».
Станом на 2021 рік став останнім футболістом іноземного походження, який отримав громадянство в рамках Сінгапурської програми закордонних спортивних талантів.

## Кар'єра тренера
Після завершення футбольної кар'єри приєднався до тренерського штабу Ляонін Шеньяну.

## Досягнення

### Клубні
«Гоум Юнайтед»
- Кубок Сінгапуру
  -  Володар (1): 2011

«Белестьє Хальса»
- Кубок С.Ліги
  -  Володар (1): 2013

### У збірній
Сінгапур
- Чемпіонат АСЕАН
  -  Чемпіон (1): 2012